# Fredrik Ohlander
Fredrik Nils Ohlander, född 11 februari 1976 i Kortedala församling i Göteborg, är en svensk handbollsmålvakt.
Fredrik Ohlander började karriären i HK Aranäs från Kungsbacka. Som senior har han spelat för Göteborgsklubben Önnereds HK som han förde till elitserien men lämnade för Kolding innan han debuterade i elitserien. Den danska klubben KIF Kolding  har han spelat för i  tre omgångar, spanska FC Barcelona, tyska GWD Minden och spanska BM Granollers. Sedan 2012 spelar han för det svenska klubblaget Ystads IF. Han gjorde alltså debut i elitserien 2012 efter 14 år som utlandsproffs. Han slutade 2014 efter att Ystad IF hade säkrat nytt kontrakt i elitserien. I december spelade han några matcher för IFK Kristianstad i samband med den så kallade Beutleraffären. Ystad ville ha stora pengar av IFK Kristianstad för att låna ut sin "kontraktsbundna" spelare så det blev inte många matcher. Säsongen efter 2015 spelade han några matcher för Barcelona.

## Landslagskarriär
Ohlander VM-debuterade 2005 i Tunisien mot Australien. 
- 64 A-landskamper
- 21 U-landskamper
- 6 J-landskamper